# NGC 4257
NGC 4257 ist eine Spiralgalaxie vom Hubble-Typ Sab im Sternbild Jungfrau nördlich der Ekliptik. Sie ist schätzungsweise 119 Millionen Lichtjahre von der Milchstraße entfernt. Die Galaxie wird unter der Katalognummer VVC 323 als Teil des Virgo-Galaxienhaufens gelistet.
Das Objekt wurde am 21. April 1862 von Heinrich Louis d’Arrest entdeckt.